# Tréma (Bressuire)
Pour les articles homonymes, voir Tréma (homonymie).

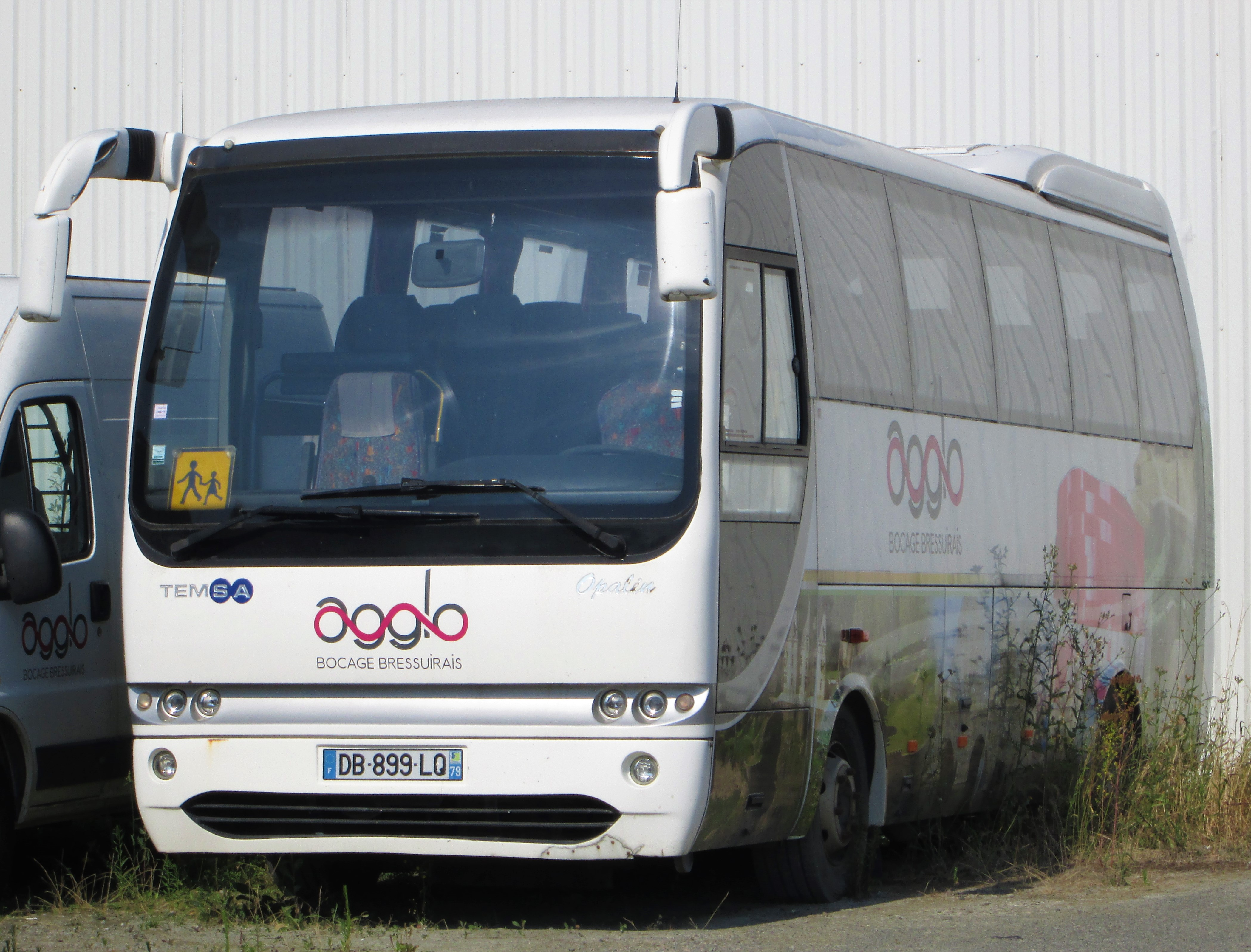
Temsa Opalin assurant le TAD et les navettes entre 2009 et 2016.

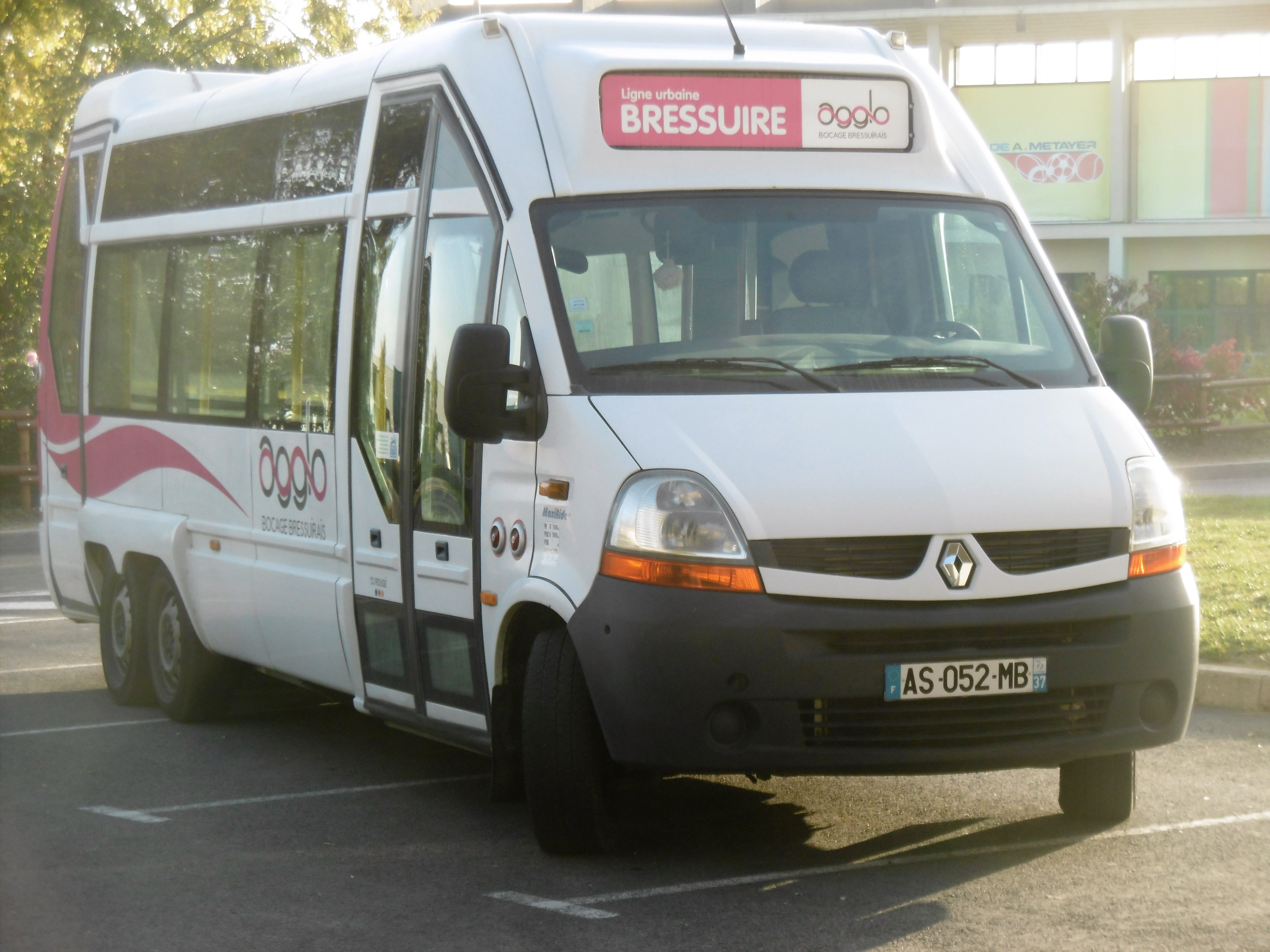
Premier bus urbain mis en place par l'agglomération, de 2015 à 2019.

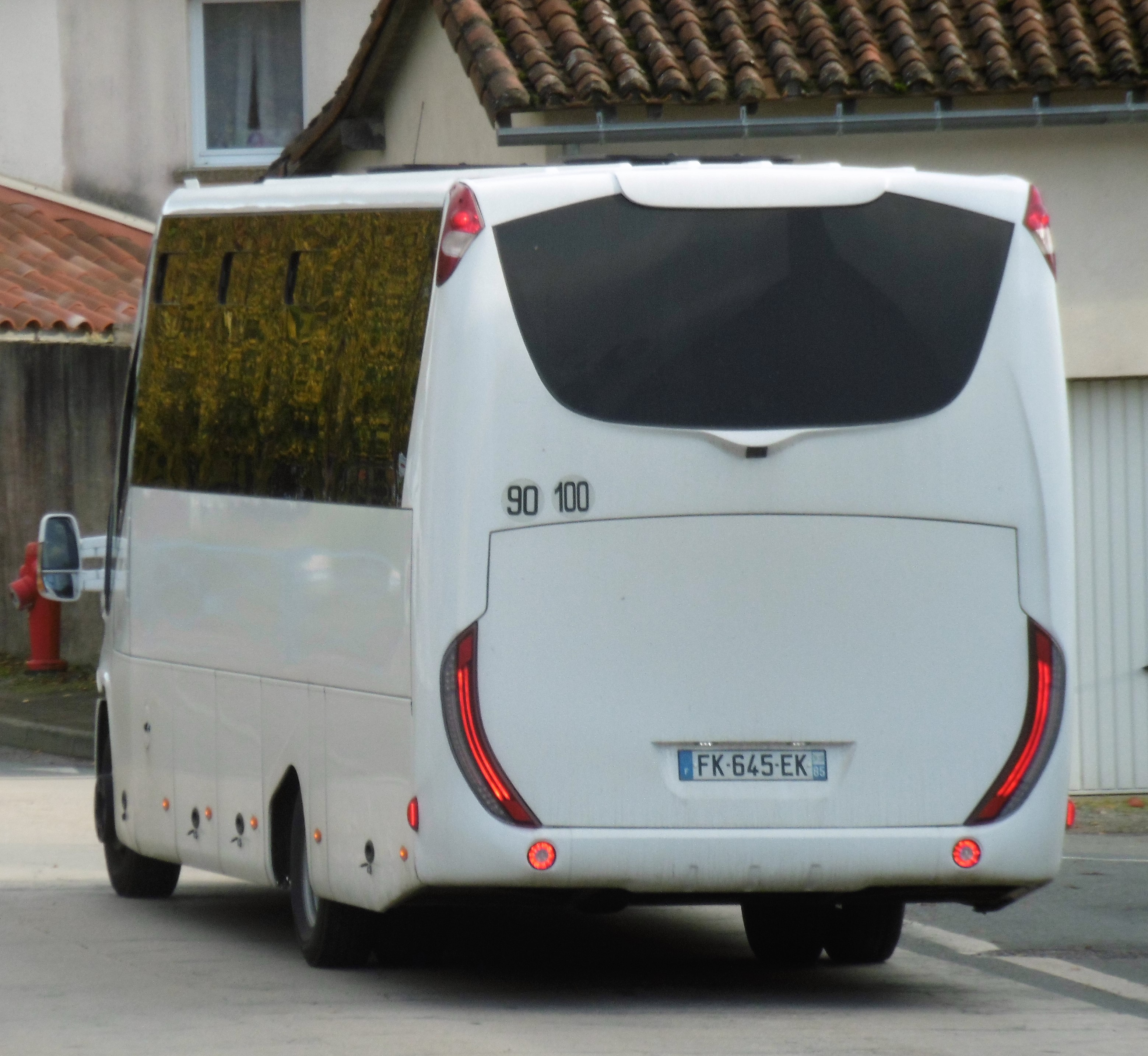
Iveco Daily 70C18 sur la ligne urbaine entre 2019 et 2020

Le réseau Tréma (Transports Réseau Et Mobilité de l'Agglomération) est le réseau de transports en commun de la communauté d'agglomération du Bocage Bressuirais.
Il a été créé le 1er septembre 2020, et a remplacé l'ancien réseau de navettes du territoire du « Cœur de bocage ». Il dessert l'ensemble de l'agglomération soit plus de 73 000 habitants et 4 800 élèves.

## Historique

### Avant Tréma
Dès le 7 janvier 2003, la ville de Bressuire proposait 4 circuits vers le marché de Bressuire, le mardi matin.
En décembre 2009 est créé un service de transport à la demande, le vendredi après-midi, dans le territoire du « Cœur de bocage ». Pour cela, l'agglomération achète un midicar d'occasion, du type TEMSA Opalin.
Le 14 décembre 2013, la ville de Bressuire a mis en place un service de transport urbain, reliant le quartier Valette à Bocapôle, en desservant la gare et la place Labâte. Ce service, gratuit, proposait 4 aller-retours par semaine, soit 2 le mercredi après-midi et 2 le samedi après-midi.
Le 1er avril 2015 est créé un petit réseau de transport public, afin de faire évoluer l'offre de transport. Il succède aux navettes bressuiraises entre Valette et Bocapole et est inspiré des navettes urbaines de Guéret. Il compte 3 lignes (la troisième ne circule que le mercredi après-midi en période scolaire) plus une de transport à la demande nommée « Hirondelle »,. Ces lignes sont effectuées par un petit car Renault-Durisotti Maxirider, acheté d'occasion en Bretagne. La ligne de transport à la demande est quant à elle effectuée par un opérateur privé, les Autocars Bertrand.
Le 1er juillet 2015, ce réseau devient payant. Au total, les lignes ont enregistré 171 utilisateurs en mai 2015.
Le 29 février 2016 se met en place un nouvel et unique circuit, plus direct, les lignes 1 et 2 étant trop peu fréquentées. La ligne du mercredi après-midi est conservée, ainsi que le TAD.
Le 1er août 2018 est créée une nouvelle ligne urbaine, desservant le nouvel hôpital de Faye-l'Abbesse. Le service de transport à la demande est supprimé, remplacé par un nouveau dispositif de transport solidaire,. En raison du départ de l'agent chargé des transports, la ville de Bressuire fait le choix d'effectuer une délégation du service public à un opérateur privé, afin d'effectuer ce circuit. Le service est alors exploité par les autocars Bertrand. Divers véhicules circulent sur cette ligne : le Maxirider de l'Agglo ; un Navigo, un New Récréo ou encore un Iliade RT de chez Bertrand.
Le 2 septembre 2019 s'ajoute une ligne reliant le quartier Rhéas au nouveau collège Supervielle. C'est un Mercedes Intouro qui assure ce service. La ligne de l'hôpital, quant à elle, est désormais assurée avec un Iveco Daily 70C18.
Outre les lignes scolaires, urbaines et interurbaines, l'agglomération de Bressuire met aussi en place des navettes estivales (gratuites) à destination des centres aquatiques, ou encore des navettes éphémères pour desservir les Higlhand Games, en juin,.
En 2019, l'agglomération adopte son premier Plan Global de Déplacements (PGD), qui prévoit plusieurs actions comme l'accroissement de la communication concernant l'offre de transport scolaire, l'accroissement du fonctionnement de la ligne urbaine de Bressuire ou encore le développement de l'intermodalité .
En juin 2020, la gratuité est temporairement mise en place, en raison de la pandémie de Covid-19.
Jusqu'au 31 août 2020, la gestion des services de transport scolaire et commercial était déléguée au département. Elle est depuis cette date gérée par la région.

### Naissance du réseau Tréma et premiers mois de service
En 2020, parallèlement au renouvellement des marchés de transports réguliers dans le département des Deux-Sèvres, l'agglomération de Bressuire reprend la compétence des transports scolaires et commerciaux dans sa totalité et crée son propre réseau, baptisé Tréma. Une livrée propre au réseau est ainsi dessinée. Tréma englobe à la fois les lignes régulières circulant à l'intérieur de l'agglomération (les anciennes lignes 40, 41, 42 et 43 du Réseau des Deux-Sèvres ainsi qu'une partie de la ligne 14) ; les circuits scolaires du secteur et les transports urbains. L'ancienne ligne urbaine est divisée en deux : la 1 assure des navettes entre Bressuire et la ZA de Saint-Pochaire, et la 3 relie Bressuire à l'hôpital de Faye-l'Abbesse. En outre, l'agglomération propose deux nouveautés : la mise en place d'une partie des lignes périurbaines (autrefois scolaires) le mercredi soir, ainsi que la possibilité d'emprunter ces mêmes lignes durant les vacances scolaires, en Transport à la Demande. L'objectif est d'inciter les actifs à utiliser les services de transport en commun pour leurs trajets domicile-travail. 5 entreprises ont été retenues pour assurer les circuits du réseau : Alliance Atlantique, Cars Rousselot, Hervouet France, Scodec et Voyages Richou.
Le 1er septembre 2020 est inauguré le réseau ; la livrée apparaît sur les véhicules à partir de la fin du mois d'octobre, et deux autobus urbains Karsan, à plancher bas, sont mis en service le 9 novembre.
Dès mars 2021, les utilisateurs du réseau peuvent acheter leur ticket via l'application Ticket Modalis.
Le 1er septembre 2021, le Pôle d'échange multimodal situé à la gare a été mis en service après deux ans de travaux, ce qui permet notamment de nouvelles correspondances entre les véhicules du réseau Tréma et les trains et autocars TER.

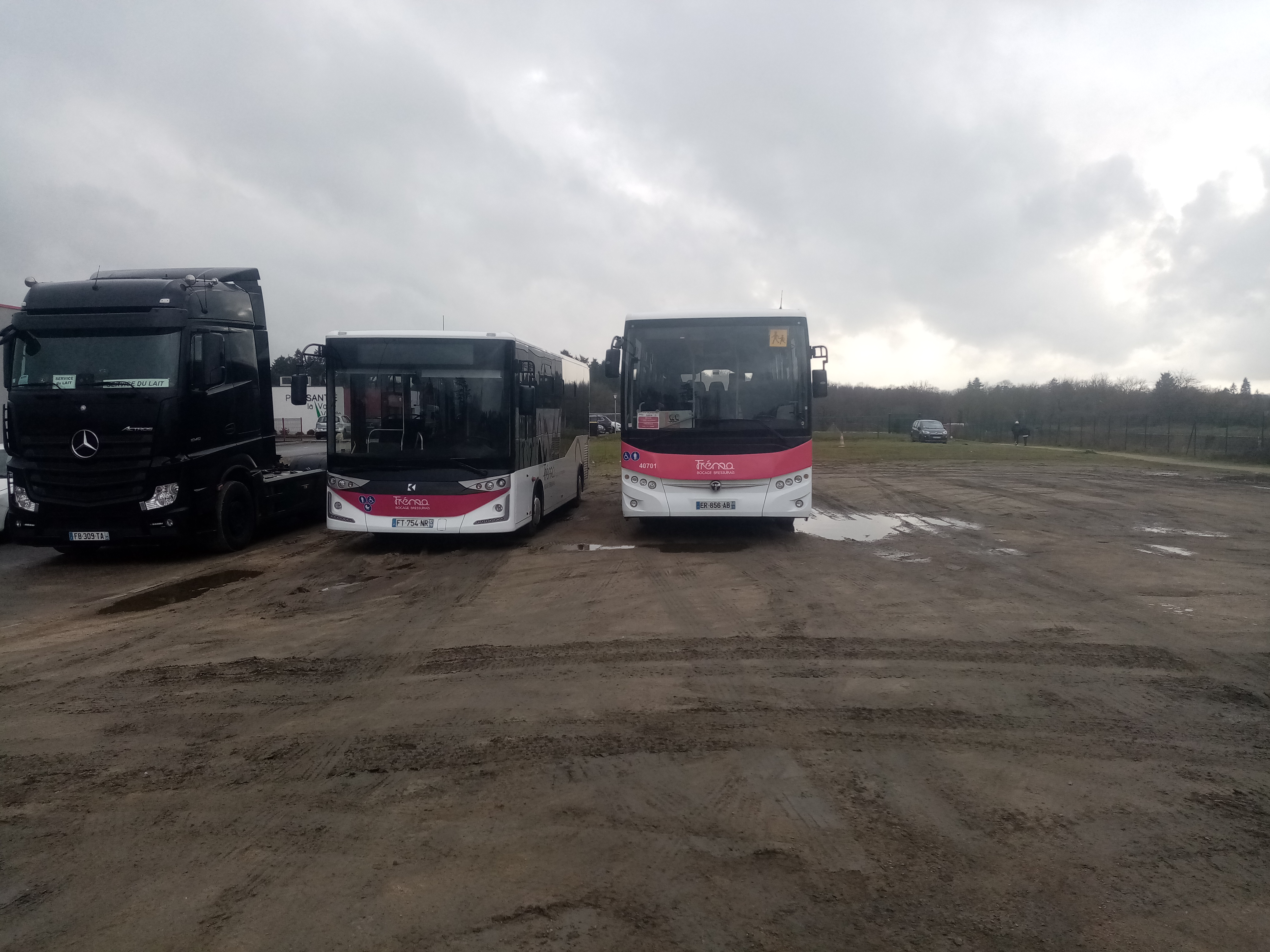
Karsan et Temsa du réseau Tréma.
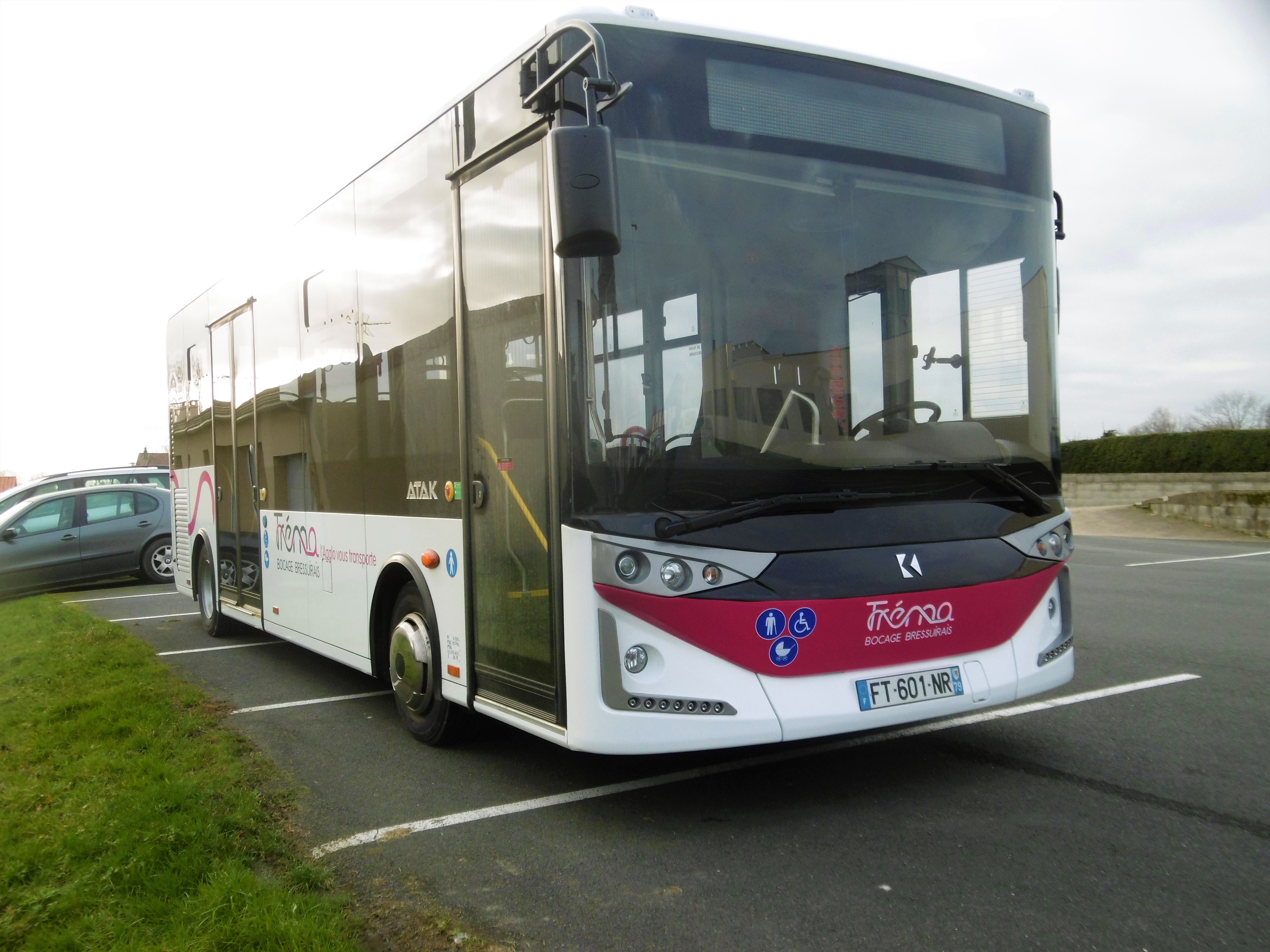
Autobus urbain mis en service en novembre 2020.
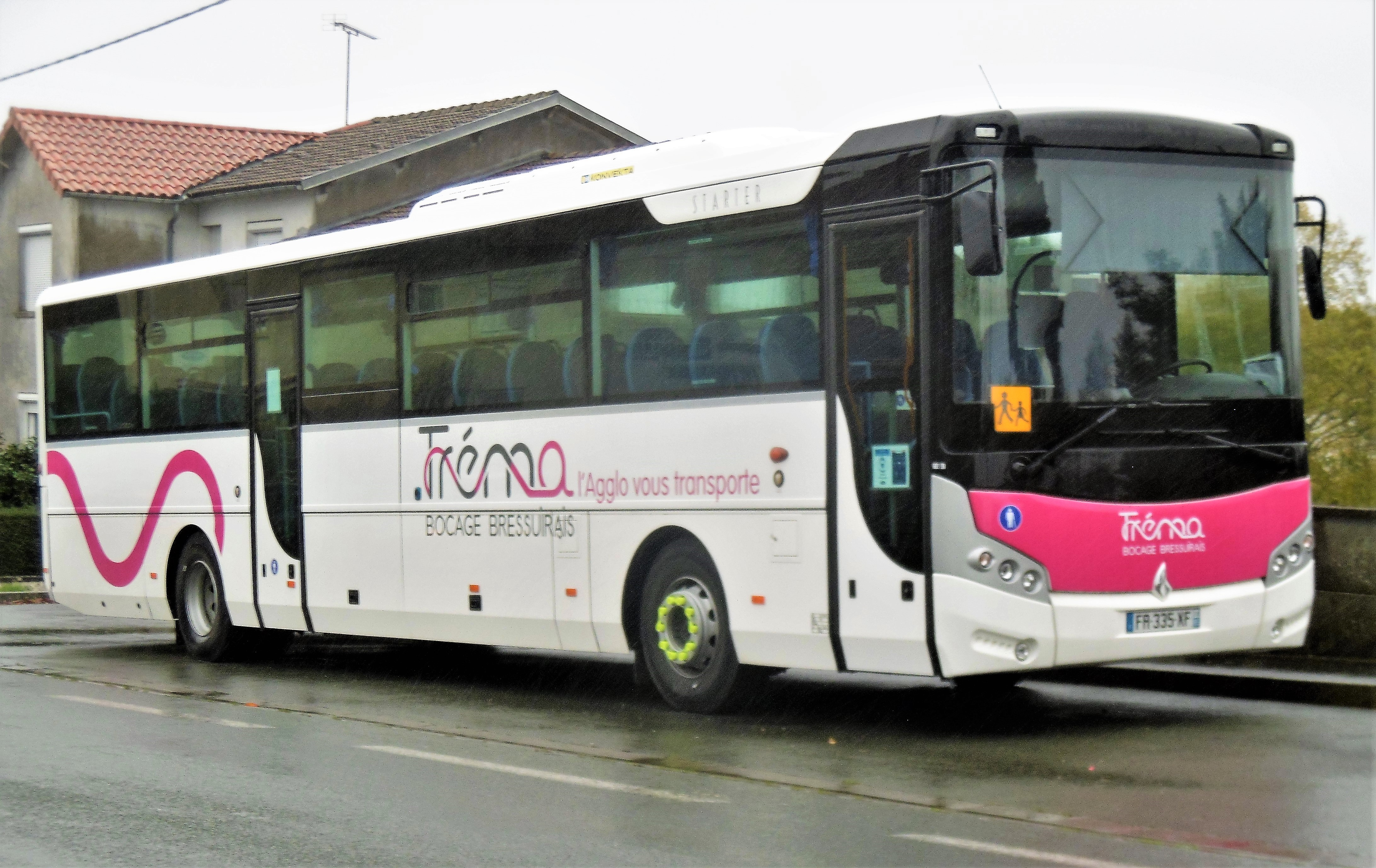
Autocar interurbain arborant les couleurs du réseau.
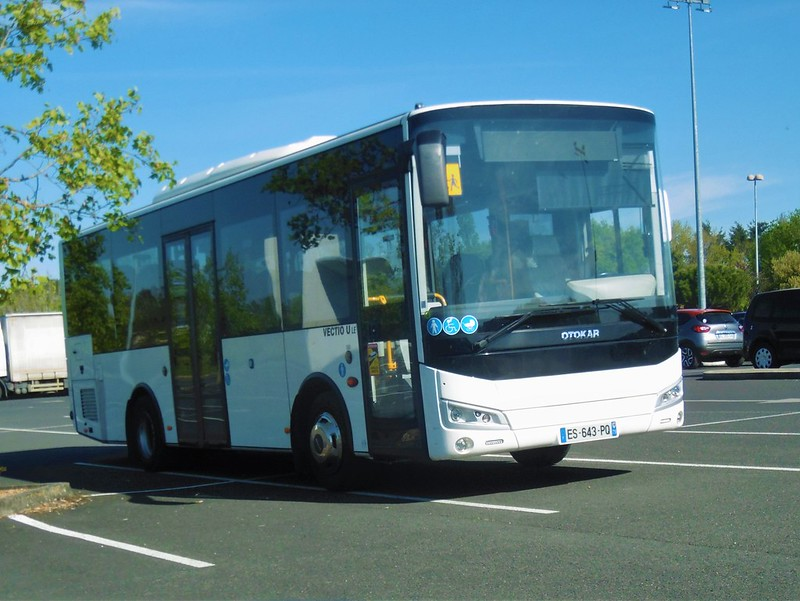
L'un des deux Otokar Vectio U LE ayant roulé sur Bressuire d'avril à juin 2021.

## Lignes du réseau

### Lignes principales (1 à 8)
| Ligne | Caractéristiques | Caractéristiques                      | Caractéristiques                      | Caractéristiques                      | Caractéristiques                      | Caractéristiques                              | Caractéristiques                         | Caractéristiques                      | Caractéristiques                      |
| 1     | Bressuire ⥋ Saint-Porchaire | Bressuire ⥋ Saint-Porchaire           | Bressuire ⥋ Saint-Porchaire           | Bressuire ⥋ Saint-Porchaire           | Bressuire ⥋ Saint-Porchaire           | Bressuire ⥋ Saint-Porchaire                   | Bressuire ⥋ Saint-Porchaire              | Bressuire ⥋ Saint-Porchaire           | Bressuire ⥋ Saint-Porchaire           |
| ----- | --- | ------------------------------------- | ------------------------------------- | ------------------------------------- | ------------------------------------- | --------------------------------------------- | ---------------------------------------- | ------------------------------------- | ------------------------------------- |
| 1     | Ouverture / Fermeture 1er septembre 2020 / — | Longueur —                            | Durée 15 - 28 min                     | Nb. d’arrêts 8                        | Matériel autobus                      | Jours de fonctionnement L, Ma, Me, J, V, S    | Jour / Soir / Nuit / Fêtes O / N / N / N | Voy. / an —                           | Exploitant Alliance Atlantique        |
| 1     | Desserte : Bressuire, Saint-Porchaire |                                       |                                       |                                       |                                       |                                               |                                          |                                       |                                       |
| 1     | Autre : Principaux arrêts desservis : Centre commercial carrefour - Centre socio-culturel - Gare SNCF - Place Labate - Centre commercial Bellefeuille - Bois d'Anne - Bocapole - ZA St-Porchaire |                                       |                                       |                                       |                                       |                                               |                                          |                                       |                                       |
| 1     | Dernière actualisation : — |                                       |                                       |                                       |                                       |                                               |                                          |                                       |                                       |
| 2     | Bressuire Rhéas ⥋ Collège Supervielle | Bressuire Rhéas ⥋ Collège Supervielle | Bressuire Rhéas ⥋ Collège Supervielle | Bressuire Rhéas ⥋ Collège Supervielle | Bressuire Rhéas ⥋ Collège Supervielle | Bressuire Rhéas ⥋ Collège Supervielle         | Bressuire Rhéas ⥋ Collège Supervielle    | Bressuire Rhéas ⥋ Collège Supervielle | Bressuire Rhéas ⥋ Collège Supervielle |
| 2     | Ouverture / Fermeture 1er septembre 2020 / — | Longueur —                            | Durée 23 min                          | Nb. d’arrêts 5                        | Matériel autocar                      | Jours de fonctionnement L, Ma, Me, J, V       | Jour / Soir / Nuit / Fêtes O / N / N / N | Voy. / an —                           | Exploitant Alliance Atlantique        |
| 2     | Desserte : Bressuire |                                       |                                       |                                       |                                       |                                               |                                          |                                       |                                       |
| 2     | Autre : Principaux arrêts desservis : Rue du Rhéas - Boulevard Youri Gagarine - Rue des Hardevins - Centre socio-culturel - Collège Supervielle                                                  |                                       |                                       |                                       |                                       |                                               |                                          |                                       |                                       |
| 2     | Dernière actualisation : — |                                       |                                       |                                       |                                       |                                               |                                          |                                       |                                       |
| 3     | Bressuire ⥋ Hôpital Nord Deux-Sèvres | Bressuire ⥋ Hôpital Nord Deux-Sèvres  | Bressuire ⥋ Hôpital Nord Deux-Sèvres  | Bressuire ⥋ Hôpital Nord Deux-Sèvres  | Bressuire ⥋ Hôpital Nord Deux-Sèvres  | Bressuire ⥋ Hôpital Nord Deux-Sèvres          | Bressuire ⥋ Hôpital Nord Deux-Sèvres     | Bressuire ⥋ Hôpital Nord Deux-Sèvres  | Bressuire ⥋ Hôpital Nord Deux-Sèvres  |
| 3     | Ouverture / Fermeture 1er septembre 2020 / — | Longueur —                            | Durée 20 - 30 min                     | Nb. d’arrêts 6                        | Matériel autobus                      | Jours de fonctionnement L, Ma, Me, J, V, S    | Jour / Soir / Nuit / Fêtes O / N / N / N | Voy. / an —                           | Exploitant Alliance Atlantique        |
| 3     | Desserte : Bressuire, Faye-l'Abbesse |                                       |                                       |                                       |                                       |                                               |                                          |                                       |                                       |
| 3     | Autre : Principaux arrêts desservis : Gare SNCF - Centre socio-culturel - Place Labate - Moulin Jacquet - ZA St Porchaire - Hôpital Nord Deux-Sèvres                                             |                                       |                                       |                                       |                                       |                                               |                                          |                                       |                                       |
| 3     | Dernière actualisation : — |                                       |                                       |                                       |                                       |                                               |                                          |                                       |                                       |
| 4     | Bressuire ⥋ Moncoutant-sur-Sèvre | Bressuire ⥋ Moncoutant-sur-Sèvre      | Bressuire ⥋ Moncoutant-sur-Sèvre      | Bressuire ⥋ Moncoutant-sur-Sèvre      | Bressuire ⥋ Moncoutant-sur-Sèvre      | Bressuire ⥋ Moncoutant-sur-Sèvre              | Bressuire ⥋ Moncoutant-sur-Sèvre         | Bressuire ⥋ Moncoutant-sur-Sèvre      | Bressuire ⥋ Moncoutant-sur-Sèvre      |
| 4     | Ouverture / Fermeture 1er septembre 2020 / — | Longueur —                            | Durée 30 - 42 min                     | Nb. d’arrêts 12                       | Matériel autocar                      | Jours de fonctionnement L, Ma, Me, J, V       | Jour / Soir / Nuit / Fêtes O / N / N / N | Voy. / an —                           | Exploitant Alliance Atlantique        |
| 4     | Desserte : Bressuire, Terves, Chanteloup, Courlay, Moncoutant-sur-Sèvre |                                       |                                       |                                       |                                       |                                               |                                          |                                       |                                       |
| 4     | Autre : |                                       |                                       |                                       |                                       |                                               |                                          |                                       |                                       |
| 4     | Dernière actualisation : — |                                       |                                       |                                       |                                       |                                               |                                          |                                       |                                       |
| 5     | Bressuire ⥋ Cerizay | Bressuire ⥋ Cerizay                   | Bressuire ⥋ Cerizay                   | Bressuire ⥋ Cerizay                   | Bressuire ⥋ Cerizay                   | Bressuire ⥋ Cerizay                           | Bressuire ⥋ Cerizay                      | Bressuire ⥋ Cerizay                   | Bressuire ⥋ Cerizay                   |
| 5     | Ouverture / Fermeture 1er septembre 2020 / — | Longueur —                            | Durée 25 - 40 min                     | Nb. d’arrêts 11                       | Matériel autocar                      | Jours de fonctionnement L, Ma, Me, J, V, S, D | Jour / Soir / Nuit / Fêtes — / — / — / — | Voy. / an —                           | Exploitant Scodec                     |
| 5     | Desserte : Bressuire, Breuil-Chaussée, Cirières, Cerizay, Mauléon |                                       |                                       |                                       |                                       |                                               |                                          |                                       |                                       |
| 5     | Autre : |                                       |                                       |                                       |                                       |                                               |                                          |                                       |                                       |
| 5     | Dernière actualisation : — |                                       |                                       |                                       |                                       |                                               |                                          |                                       |                                       |
| 6     | Bressuire ⥋ Mauléon | Bressuire ⥋ Mauléon                   | Bressuire ⥋ Mauléon                   | Bressuire ⥋ Mauléon                   | Bressuire ⥋ Mauléon                   | Bressuire ⥋ Mauléon                           | Bressuire ⥋ Mauléon                      | Bressuire ⥋ Mauléon                   | Bressuire ⥋ Mauléon                   |
| 6     | Ouverture / Fermeture 1er septembre 2020 / — | Longueur —                            | Durée 22 - 30 min                     | Nb. d’arrêts 9                        | Matériel autocar                      | Jours de fonctionnement L, Ma, Me, J, V, S, D | Jour / Soir / Nuit / Fêtes — / — / — / — | Voy. / an —                           | Exploitant Hervouet France            |
| 6     | Desserte : Bressuire, Bretignolles, Le Pin, Rorthais, Mauléon |                                       |                                       |                                       |                                       |                                               |                                          |                                       |                                       |
| 6     | Autre : Les horaires de cette ligne sont complémentaires avec ceux de la ligne régionale 14 Bressuire <-> Cholet.                                                                                |                                       |                                       |                                       |                                       |                                               |                                          |                                       |                                       |
| 6     | Dernière actualisation : — |                                       |                                       |                                       |                                       |                                               |                                          |                                       |                                       |
| 7     | Bressuire ⥋ Nueil-les-Aubiers | Bressuire ⥋ Nueil-les-Aubiers         | Bressuire ⥋ Nueil-les-Aubiers         | Bressuire ⥋ Nueil-les-Aubiers         | Bressuire ⥋ Nueil-les-Aubiers         | Bressuire ⥋ Nueil-les-Aubiers                 | Bressuire ⥋ Nueil-les-Aubiers            | Bressuire ⥋ Nueil-les-Aubiers         | Bressuire ⥋ Nueil-les-Aubiers         |
| 7     | Ouverture / Fermeture 1er septembre 2020 / — | Longueur —                            | Durée 30 - 45 min                     | Nb. d’arrêts 10                       | Matériel autocar                      | Jours de fonctionnement L, Ma, Me, J, V       | Jour / Soir / Nuit / Fêtes — / — / — / — | Voy. / an —                           | Exploitant Hervouet France            |
| 7     | Desserte : Bressuire, Beaulieu-sous-Bressuire, Nueil-les-Aubiers |                                       |                                       |                                       |                                       |                                               |                                          |                                       |                                       |
| 7     | Autre : |                                       |                                       |                                       |                                       |                                               |                                          |                                       |                                       |
| 7     | Dernière actualisation : — |                                       |                                       |                                       |                                       |                                               |                                          |                                       |                                       |
| 8     | Bressuire ⥋ Argentonnay | Bressuire ⥋ Argentonnay               | Bressuire ⥋ Argentonnay               | Bressuire ⥋ Argentonnay               | Bressuire ⥋ Argentonnay               | Bressuire ⥋ Argentonnay                       | Bressuire ⥋ Argentonnay                  | Bressuire ⥋ Argentonnay               | Bressuire ⥋ Argentonnay               |
| 8     | Ouverture / Fermeture 1er septembre 2020 / — | Longueur —                            | Durée 36 - 45 min                     | Nb. d’arrêts 12                       | Matériel autocar                      | Jours de fonctionnement L, Ma, Me, J, V       | Jour / Soir / Nuit / Fêtes — / — / — / — | Voy. / an —                           | Exploitant Alliance Atlantique        |
| 8     | Desserte : Bressuire, Chambroutet, Noirlieu, Saint-Aubin-du-Plain, Sanzay, La Coudre, Moutiers-sous-Argenton, Argentonnay, Breuil-sous-Argenton                                                  |                                       |                                       |                                       |                                       |                                               |                                          |                                       |                                       |
| 8     | Autre : |                                       |                                       |                                       |                                       |                                               |                                          |                                       |                                       |
| 8     | Dernière actualisation : — |                                       |                                       |                                       |                                       |                                               |                                          |                                       |                                       |

### Lignes secondaires (101 à 118)
Le réseau dispose également de 18 lignes régulières secondaires, appelées ligne 101 à 118. Il s'agit à l'origine de circuits scolaires, mais leurs horaires ont été élargis, sur réservation, le mercredi soir et pendant les vacances scolaires. Elles sont ouvertes au grand public. En voici la liste :
- 101 : Saint Maurice Étusson <-> Argentonnay
- 102 : Argentonnay <-> Mauléon <-> Cerizay
- 103 : Saint-Lauren-sur-Sèvre <-> Mauléon
- 104 : Saint-Pierre-des-Échaubrognes <-> Mauléon
- 105 : Saint Maurice Étusson <-> Bressuire
- 106 : Voulmentin <-> Bressuire
- 107 : Chiché <-> Bressuire (fonctionne également chaque mercredi soir en p.s.)[22]
- 108 : Clessé <-> Bressuire
- 109 : Trayes <-> Bressuire (fonctionne également chaque mercredi soir en p.s.)[23]
- 110 : La Chapelle-Saint-Laurent <-> Bressuire
- 111 : Chanteloup <-> Moncoutant-sur-Sèvre
- 112 : Courlay <-> La Forêt-sur-Sèvre <-> Moncoutant-sur-Sèvre
- 113 : La Forêt-sur-Sèvre <-> Bressuire
- 114 : Combrand <-> Cerizay
- 115 : Cerizay <-> Mauléon
- 116 : La Forêt-sur-Sèvre <-> Cerizay
- 117 : La Chapelle-Saint-Laurent <-> Moncoutant-sur-Sèvre
- 118 : Moncoutant-sur-Sèvre <-> L'Absie

p.s. = période scolaire

### Transport scolaire
Le réseau Tréma dessert les collèges et/ou lycées de L'Absie, Argentonnay, Bressuire, Cerizay, Mauléon, Moncoutant et Nueil-les-Aubiers, ainsi que l'ensemble des écoles maternelles et primaires de l'agglomération. Plus de 60 autocars Tréma sont affectés à ces circuits scolaires.

### Lignes régionales accessibles avec le pass Tréma
Un partenariat avec la région Nouvelle-Aquitaine permet aux usagers d'utiliser certaines lignes régionales avec leur titre de transport Tréma, si ce déplacement est interne à l'agglomération du Bocage bressuirais. Cela concerne les lignes suivantes :
- 100 : de Bressuire à Chiché
- 145 : de Bressuire à Neuvy-Bouin
- 103 : de Bressuire à Saint-Pierre-des-Echaubrognes
- 144 : de Cerizay à L'Absie
- 104 : de Bressuire à Faye-l'Abbesse
- 105 : de Argentonnay à Nueil-les-Aubiers

## Parc de véhicules

### Autobus de ligne
| Constructeur | Modèle | Type    | Nombre | Année | Mise en service sur le réseau | Affectation   |
| ------------ | ------ | ------- | ------ | ----- | ----------------------------- | ------------- |
| Karsan       | Atak   | Midibus | 2      | 2020  | lundi 9 novembre 2020         | lignes 1 et 3 |

En avril 2021, deux Otokar Vectio U LE de 2017 arrivent en renfort des Karsan, avant de repartir en juin 2021 sur Niort.

### Autocars de ligne
| Constructeur  | Modèle   | Type    | Nombre | Année | Mise en service sur le réseau | Affectation      |
| ------------- | -------- | ------- | ------ | ----- | ----------------------------- | ---------------- |
| Iveco Bus     | Crossway | Autocar | 1      | 2017  | mardi 1er septembre 2020      | ligne 5          |
| Mercedes Benz | Intouro  | Autocar | 2      | 2020  | mardi 1er septembre 2020      | lignes 6 et 7    |
| Temsa         | LD13SB+  | Autocar | 3      | 2020  | mardi 1er septembre 2020      | lignes 2, 4 et 8 |

## Fréquentation
Selon le magazine de l'agglomération Agglomag, environ 300 000 voyages ont été réalisés en 2020 sur l'une des lignes de transport public (année marquée par la pandémie de Covid-19).